# Tribu Oufentina

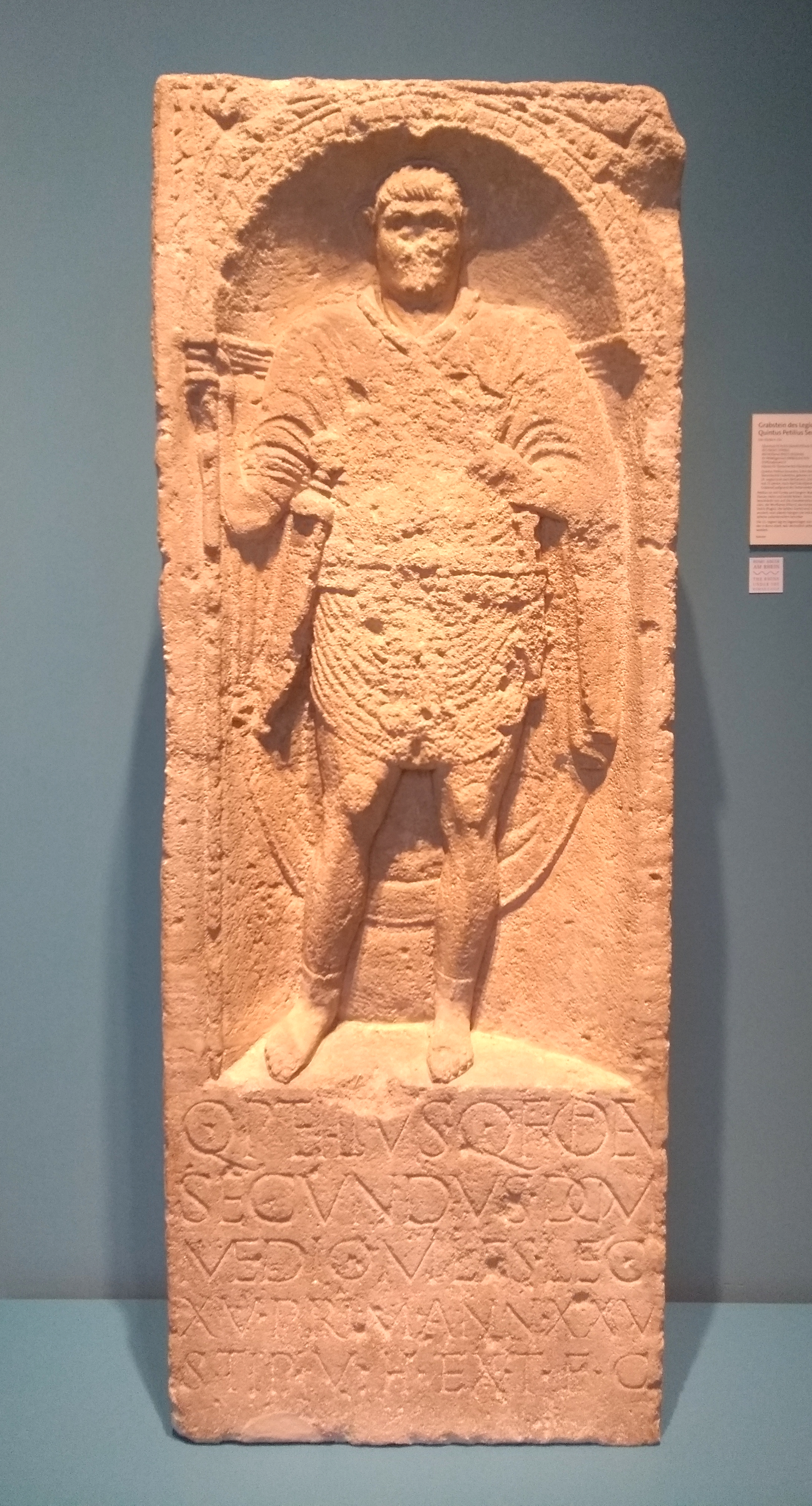

La tribu Oufentina (en latin classique : Oufentīna) est l'une des trente-et-une tribus rustiques de la Rome antique.
D'après Tite-Live, elle aurait été créée en 318 av. J.-C.
Pline le Jeune appartenait à cette tribu.